# X-20 Dyna-Soar
X-20 Dyna Soar (angleško dinamično jadralno letalo) je bil program Vojnega letalstva ZDA za razvoj vesoljskega letala, ki bi ga bilo moč uporabiti v različnih vojaških odpravah, vključno z izvidovanjem, bombardiranjem, reševanjem v vesoljskem prostoru, vzdrževanjem umetnih satelitov ali sabotažo sovražnikovih satelitov. To letalo naj bi bilo zasnovano kot raketni bombnik, sposoben podorbitalnih in orbitalnih poletov v vojaške namene. Letalo je bilo nadaljevanje projekta letala X-15, vendar zaradi več razlogov (predvsem političnih in ekonomskih) ni nikoli poletelo. Raziskave so kasneje uporabili pri razvoju raketoplana Space Shuttle.

## Zgodovina
Program Dyna Soar se je začel leta 1957, ko so se začele prve raziskave z namenom razvoja takega letala, prvi koncepti pa so se pojavili že leta 1951. Pogodbe za razvoj so bile sklenjene junija 1951.
Idejo o letalu, sposobnem podorbitalnih poletov, je podal že nemški znanstvenik Eugen Sänger na začetku tridesetih let 20. stoletja, vendar so nadaljnje raziskave zastale zaradi začetka 2. svetovne vojne. Med vojno je nemška vojska ponovno obudila zanimanje za ta projekt, saj je v poskusu preobrata poteka vojne načrtovala razvoj bombnika, ki bi s pomočjo večkratnega odboja od atmosfere lahko doseglo in napadlo mesta na vzhodni obali ZDA.
Do leta 1960 se je projekt razvil v tri faze:
- Prva faza je vsebovala preskus letalnih sposobnosti brezpilotnega letala v atmosferi (načrtovan za sredino leta 1963), brezpilotni podorbitalni polet (načrtovan za konec leta 1963) in serija 14 podorbitalnih poletov s posadko (do konca leta 1966). Za te polete naj bi uporabili raketo Titan I.
- Druga faza je bila načrtovana za orbitalni polet letala.
- Tretja faza se je ukvarjala z razvojem orožij za letalo Dyna Soar.

Zaradi dosežkov sovjetskega vesoljskega programa so leta 1961 pospešili delo na projektu in s tem odpraviti fazo podorbitalnih poletov ter preiti direktno na orbitalne polete. Z razvojem letala in naraščanjem njegove vzletne mase so začeli delati tudi na močnejših nosilnih raketah. Raketo Titan I so najprej zamenjali z raketo Titan II, Vojno letalstvo ZDA pa je nato predlagalo začetek razvoja na izboljšani raketi Titan III.
Zaradi vesoljske tekme so nato tudi uradno odpravili načrtovano serijo podorbitalnih poletov in se osredotočili na orbitalne polete, s katerimi naj bi začeli leta 1965. Takrat je letalo tudi dobilo eksperimentalno oznako X-20, strokovnjaki, ki so začeli delo na projektu, so se posvetili razvoju rakete Titan III, projekt pa je prevzelo Vojno letalstvo ZDA.
Vojno letalstvo je začelo tudi s predstavitvami letala X-20 v javnosti, kjer je projekt kljub temu, da je bil v senci prvih poletov v vesolje požel veliko navdušenja. Vendar pa je junija 1963 prišlo do razhajanja med Vojnim letalstvom in Ministrstvom za obrambo ZDA (DOD). Po mnenju vodilnih naj projekt ne bi imel zadostnega poudarka na vojaški uporabi, pa tudi sicer ni imel postavljenih jasnih ciljev. Tako so na tiskovni konferenci decembra 1963 potrdili ukinitev projekta Dyna Soar.

## Opis
Letalo X-20 Dyna Soar je bilo nizkokrilno letalo z delta krili (s puščico 72,48°), katerega krmilne površine so bile za razliko od klasičnih letal nameščene na zaključkih kril ("winglets"). Namesto podvozja s kolesi je imelo smuči, saj so se bali, da bi guma zgorela med vstopom v atmosfero. Ravno zaradi tega pa je letalo imelo možnost pristanka na krajših stezah dolžine vsaj 2400 m.
Načrtovanih je bilo več verzij tega letala, ki so na zunaj imele enako obliko. Transportni prostor za pilotsko kabino je bil večnamenski, vanj pa bi lahko namestili tovor, orožje ali dodatne sedeže za posadko.
Zunanja površina je bila izdelana iz posebnega jekla, spodnji del pa je bil zaradi izpostavljenosti visokim temperaturam pokrit z molibdenom in cirkonijem. Znotraj trupa so bili prostori, napolnjeni z vodo, ki bi prevzela večino toplotnega toka z zunanje površine v pilotsko kabino (ob temperaturi trupa 980 °C bi bila temperatura v notranjosti le med 30 in 40 °C). Sprednje okno je bilo pokrito s toplotnim ščitom, ki bi odpadel po vstopu v atmosfero.
Krmilni sistem je bil elektronsko podprt in je omogočal štiri načine delovanja, med drugim tudi delno ročni način upravljanja. Sistem vodenja je vseboval tudi računalnik in sistem inercialne navigacije.
Samo letalo bi poletelo s pomočjo nosilne rakete Titan III, ki bi ga dvignila v zemljino orbito na višino med 140 in 160 km. Tam bi letalo ostalo pritrjeno na zadnjo stopnjo nosilne rakete, ki bi služila za manevriranje v orbiti. Pred vstopom v atmosfero bi stopnja odpadla. Poleg te možnosti so načrtovali tudi kombinacijo orbitalnih manevrov z manevri v atmosferi. Tako bi lahko letalo pri spustu v atmosfero in ponovnim vzponom v orbito enostavno spremenilo naklon tira.